# Élections législatives de 1924 dans la Haute-Garonne
Les élections législatives de 1924 ont eu lieu le 11 mai 1924.

## Élus
|   | Député sortant  |  | Groupe parlementaire                 | Député élu      |                 | Groupe parlementaire               |
| - | --------------- |  | ------------------------------------ | --------------- | --------------- | ---------------------------------- |
| 1 | Henri Auriol    |  | Entente républicaine et démocratique | Vincent Auriol  |                 | Parti socialiste                   |
| 2 | Charles Barès   |  | Entente républicaine démocratique    | Albert Bedouce  |                 | Parti socialiste                   |
| 3 | Charles Bellet  |  | Entente républicaine démocratique    | Lucien Labatut  |                 | Parti socialiste                   |
| 4 | Ambroise Rendu  |  | Indépendants de droite               | Jean Rieux      |                 | Parti socialiste                   |
| 5 | Joseph Gheusi   |  | Parti radical et radical-socialiste  | Henri Auriol    |                 | Union républicaine et démocratique |
| 6 | Hippolyte Ducos |  | Parti radical et radical-socialiste  | Hippolyte Ducos |                 | Radical et radical-socialiste      |
| 7 | Vincent Auriol  |  | Parti socialiste                     | Siège supprimée | Siège supprimée | Siège supprimée                    |

## Résultats à l'échelle du département

### Par listes
| Listes         | Listes                                                   | Premier tour | Premier tour | Sièges |
| Listes         | Listes                                                   | Voix         | %            | Sièges |
| -------------- | -------------------------------------------------------- | ------------ | ------------ | ------ |
|                | Liste du Parti socialiste (S.F.I.O.)                     | 43 173       | 39,40        | 4      |
|                | Liste de Concentration républicaine et nationale         | 32 872       | 30,00        | 1      |
|                | Liste du Parti républicain radical-socialiste            | 28 083       | 25,63        | 1      |
|                | Liste du Parti républicain radical et radical-socialiste | 2 955        | 2,70         | 0      |
|                | Liste du Bloc ouvrier-paysan                             | 1 344        | 1,23         | 0      |
|                |                                                          |              |              |        |
| Inscrits       | Inscrits                                                 | 133 272      | 100,00       | 6      |
| Votants        | Votants                                                  | 111 069      | 83,34        |        |
| Abstention     | Abstention                                               | 22 203       | 16,66        |        |
| Blancs et nuls | Blancs et nuls                                           | 1 501        | 1,35         |        |
| Exprimés       | Exprimés                                                 | 109 567      | 98,65        |        |

### Par candidats
| Candidat       | Candidat         | Tendance            | Voix    | %      |
| -------------- | ---------------- | ------------------- | ------- | ------ |
|                | Vincent Auriol   | SFIO                | 46 084  | 42,06  |
|                | Albert Bedouce   | SFIO                | 43 796  | 39,97  |
|                | Berlia           | SFIO                | 41 872  | 38,22  |
|                | Lucien Labatut   | SFIO                | 42 410  | 38,71  |
|                | Redonnet         | SFIO                | 41 530  | 37,90  |
|                | Jean Rieux       | SFIO                | 43 349  | 39,56  |
|                |                  |                     |         |        |
|                | Henri Auriol     | FR                  | 34 064  | 31,09  |
|                | Charles Bellet   | FR                  | 33 298  | 30,39  |
|                | Ambroise Rendu   | Droite              | 32 959  | 30,08  |
|                | Charles Barès    | FR                  | 32 582  | 29,74  |
|                | Ribet            | Radical indépendant | 32 222  | 29,41  |
|                | Cousinet         | PRDS                | 32 107  | 29,30  |
|                |                  |                     |         |        |
|                | Hippolyte Ducos  | PRRRS               | 30 507  | 27,84  |
|                | Laurent Cazassus | PRRRS               | 28 558  | 26,06  |
|                | Belinguier       | PRRRS               | 27 172  | 24,80  |
|                | Savignol         | PRRRS               | 28 385  | 25,91  |
|                | Carrère          | PRRRS               | 27 137  | 24,77  |
|                | Baudens          | PRS                 | 26 743  | 24,41  |
|                |                  |                     |         |        |
|                | Enjalabert       | Radical indépendant | 3 127   | 2,85   |
|                | Legrand          | PRDS                | 3 131   | 2,86   |
|                | Belard           | Radical indépendant | 3 168   | 2,89   |
|                | Laporte          | Radical indépendant | 2 860   | 2,61   |
|                | Taverne          | PRDS                | 2 764   | 2,52   |
|                | Saint-Paul       | Radical indépendant | 2 680   | 2,45   |
|                |                  |                     |         |        |
|                | Begarie          | PC-SFIC             | 1 362   | 1,24   |
|                | Beillan          | PC-SFIC             | 1 343   | 1,23   |
|                | Chapus           | PC-SFIC             | 1 323   | 1,21   |
|                | Craste           | PC-SFIC             | 1 398   | 1,28   |
|                | Danès            | PC-SFIC             | 1 329   | 1,21   |
|                | Magnès           | PC-SFIC             | 1 312   | 1,20   |
|                |                  |                     |         |        |
| Inscrits       | Inscrits         | Inscrits            | 133 272 | 100,00 |
| Votants        | Votants          | Votants             | 111 069 | 83,34  |
| Abstentions    | Abstentions      | Abstentions         | 22 203  | 16,66  |
| Blancs et nuls | Blancs et nuls   | Blancs et nuls      | 1 501   | 1,35   |
| Exprimés       | Exprimés         | Exprimés            | 109 567 | 98,65  |